# All Stars en Zonen
All Stars en Zonen is een Nederlandse televisieserie van BNNVARA. De eerste aflevering werd uitgezonden op 20 september 2020. De serie is een vervolg op de film  All Stars. 

## Hoofdrollen
- Daniël Boissevain - Johnny Meeuwse
- Alex Hendrickx - Rikkie Van Buren
- Joes Brauers - Nero van Loen (seizoen 1)
- Yannick van de Velde - Junior de Boer
- Tom van Kalmthout - Jeffrey Muts
- Samuel Vekeman - Desiree
- Sabri Saddik - Munir Abdi
- Soundos El Ahmadi - Aisha Abdi
- Matthijs van de Sande Bakhuyzen - Zero van Loen (seizoen 2)

## Bijrollen
- Danny de Munk - Bram Van Megen
- Raymi Sambo - Paul Murphy
- Peter Paul Muller - Mark Van Buren
- Isa Hoes - Roos Van Buren
- Thomas Acda - Willem Overdevest
- Kasper van Kooten - Peter F. de Boer (seizoen 1)
- Annelies van der Bie - Stephanie
- Sarah Jenneh - Shannon Overdevest (seizoen 1)
- Alidtcha Binazon - Joanie Overdevest
- Lucretia van der Vloot - Anja Overdevest (seizoen 2)

## Gastrollen
- Géza Weisz - Igor
- Jack Wouterse - Voorzitter Poldervogels
- Dennis Willekens - Anne van der Meyde
- Rein Hofman - Scheidsrechter
- Tessa Jonge Poerink - Hansje
- Peter Blok - Harold Willems (Harry)
- Daphne Deckers - Claire
- Hans Dagelet - Vader van Nero
- Valentijn Benard - Rémy Bakker
- Achmed el Jennouni - elftalleider
- Carly Wijs - Joke
- Mike Weerts - Niels
- Bridget Maasland - Zichzelf
- Isabel van der Linden - Annewies
- Beaudil Elzenga - Karina van der Wiel

## Afleveringen
Seizoen 1 (4) (2020)
1. Swift Boys Forever? - 20 september 2020
2. Meten is weten	- 27 september 2020
3. Wat was was? -	4 oktober 2020
4. De VAR  -   11 oktober 2020
5. Quarantaine  - 18 oktober 2020
6. De laatste druppel -	25 oktober 2020
7. Vieze Harry -    1 november 2020
8. Dwaalgast  -  8 november 2020
9. Lokaal, biologisch, echt -  15 november 2020
10. Requiem voor een team - 22 november 2020

Seizoen 2 (5) (2023)
1. Woke Joke - 31 augustus 2023
2. Fitvest - 31 augustus 2023
3. Gen Z - 14 september 2023
4. Juice! - 21 september 2023
5. Bevalplan - 28 september 2023
6. Cryonics - 5 oktober 2023
7. Male Gaze - 12 oktober 2023
8. Lifecoach- 19 oktober 2023
9. Gender - 26 oktober 2023
10. Kerstman - 2 november 2023

## Continuïteit
De gebeurtenissen uit seizoen 2 en 3 van de oorspronkelijke televisieserie zijn genegeerd, zoals het overlijden van Willem gespeeld door Thomas Acda. Danny de Munk en Daniël Boissevain spelen opnieuw de rol van Bram en Johnny, nadat hun rol werd overgenomen door andere acteurs in de oorspronkelijke televisieserie.

## Trivia
- Yannick van de Velde (Junior de Boer) is de zoon van Jean van de Velde, de regisseur van de serie. Eerder in de oorspronkelijke televisieserie had hij een rol als F-je in de aflevering Tasjesdief. In All Stars 2: Old Stars speelde hij de rol van valet.
- Jean van de Velde is in een cameo te zien wanneer Junior de Boer in de aflevering Lokaal, biologisch, echt een presentatie geeft.
- Alex Hendrickx (Rikkie Van Buren) en Sarah Janneh (Joanie Overdevest) speelden eerder in de musicalbewerking van de film. Hendrickx speelde de rol van Bram. Janneh de rol van Anja. Janneh speelde eerder de dochter van Acda in de musical Fiddler on the Roof. Mike Weerts heeft in de aflevering Cryonics een gastrol als Niels. Hij was in All Stars de musical te zien als Willem.
- In de aflevering Dwaalgast is voor het eerst de volledige naam van de vader van Hero (en Nemo en Nero) onthuld: John van Loen. In de eerste film spelen Johnny en Hero het spel het opnoemen van mislukte spitsen van Feyenoord, waarbij de naam van voetballer John van Loen valt.
- Junior de Boer geeft in aflevering Requiem voor een team aan dat de oude garde van de Swiftboys nog nooit van de Poldervogels heeft gewonnen. In de aflevering De geur van kampioenen  van het tweede seizoen van de oorspronkelijke televisieserie zijn de Swiftboys kampioen tegen de Poldervogels.
- In het eerste seizoen is in de kantine een teamfoto te zien van de oude garde. Deze foto is in 1996 gemaakt tijdens de voorbereiding van de eerste film.
- De aflevering Bevalplan bevat een flashback naar de oorspronkelijke serie (de aflevering Uit de kruising geplukt) met beelden van Roeland Fernhout als Bram.
- Oorspronkelijk wilde Jean van de Velde een prequel maken op de eerste film met als werktitel Small Stars. Het idee was dat de acteurs uit de eerste twee films de vaders gingen spelen van hun eigen personages.[1]
- De serie negeert de verhaallijn uit de tweede film waarin Willem te horen krijgt dat Shannon zwanger is.
- Net als in de tweede film blijft het onbekend waarom Peter niet meer getrouwd is met Maartje.
- In de afleveringen Dwaalgast (seizoen 1) en Male Gaze (seizoen 2) is een eerbetoon aan Antonie Kamerling (Hero) verwerkt.